# Lepthyphantes latus
Lepthyphantes latus là một loài nhện trong họ Linyphiidae.
Loài này thuộc chi Lepthyphantes. Lepthyphantes latus được Kap Yong Paik miêu tả năm 1965.